# پیتر ویلسون (بازیکن فوتبال)
پیتر ویلسون (انگلیسی: Peter Wilson؛ زادهٔ ۱۵ سپتامبر ۱۹۴۷) بازیکن فوتبال اهل بریتانیا است.
از باشگاه‌هایی که در آن بازی کرده‌است می‌توان به باشگاه فوتبال میدلزبرو و باشگاه فوتبال گیتزهد اشاره کرد.